# Melrose (Massachusetts)
Melrose ist eine Kleinstadt in der Metropolregion Greater Boston im Middlesex County, Massachusetts. Die Einwohnerzahl lag 2020 bei 29.817. Melrose ist ein Vorort Bostons und liegt etwa 11 Kilometer nördlich davon.
Das Gebiet um Melrose wurde 1628 entdeckt und gehörte anfangs zum heutigen Bostoner Stadtteil Charlestown sowie später zu Malden. 1850 wurde Melrose eine unabhängige Gemeinde. 50 Jahre später, 1900, wurde Melrose als City of Melrose anerkannt.

## Name
Der Name „Melrose“ hat seinen Ursprung in der gleichnamigen schottischen Kleinstadt. Der Name entstand unter dem Vorwand, dass die Berge von Melrose in Schottland der neu entstandenen Gemeinde ähnelten. Der Name wurde von William Bogle, einem gebürtigen Schotten, der in Malden lebte, vorgeschlagen und verteidigt.

## Geschichte
Melrose war ursprünglich unter dem Namen „Ponde Fielde“ aufgrund des Überschusses an Bächen oder „Mystic Side“ angesichts der Lage nördlich des Mystic River bekannt. Die Region wurde erstmals 1628 von Richard und Ralph Sprague entdeckt und wurde 1633 als Teil von Charlestown anerkannt. Später gehörte Melrose zu seiner heutigen Nachbarstadt Malden. 1845 baute die Boston and Maine Railroad drei Bahnstationen in die Region um Malden. Daraus folgte, dass dutzende Arbeiter aus Boston auf der Suche nach besseren Arbeitsmöglichkeiten nach Nord-Malden zogen. Diese Umstände führten dazu, dass die Einwohneranzahl im Norden Maldens anstieg. Im Jahr 1850 spaltete sich Nord-Malden von Malden ab und wurde als Gemeinde Melrose eingetragen. Der Gemeinde Melrose wurden drei Jahre später die Melrose Highlands vom benachbarten Stoneham annektiert und bildeten von dort an die Grenzen Melroses. Nachdem die Bevölkerungszahl Melroses weiter stetig anstieg, wurde 1873 das Rathaus gebaut. Außerdem wurden die örtliche Feuerwehr und die Melrose High School gegründet. 1899 wurde Melrose die 33. anerkannte Stadt des Bundesstaates Massachusetts.

## Geographie
Melrose liegt auf den Koordinaten 42° 27' N, 71° 4' W.
Laut dem United States Census Bureau hat die Stadt eine Fläche von 12,3 km², wovon 12,1 km² Land sind und 0,2 km² oder 1,26 %, mit Wasser bedeckt sind. Während sich das größte Gewässer der Stadt, Ell Pond, in der Nähe des Stadtzentrums befindet, liegen die meisten anderen Gewässer östlich von Melrose. Melrose liegt knapp 11 Kilometer nördlich von Boston. Es grenzt an vier weitere Gemeinden und Städte: Malden, Saugus, Stoneham und Wakefield.

## Bildung
Im Schulbezirk Melrose liegen mehrere Schulen, darunter das Franklin Early Childhood Center, fünf Grundschulen (Roosevelt, Lincoln, Winthrop, Hoover und Horace Mann), die Melrose Veterans Memorial Middle School (MVMMS) und die Melrose High School. Die MVMMS gewann 2002 den Compass School Award des Massachusetts Department of Education, 2007 den Green School Award der Massachusetts Technology Collaborative (für die Nutzung von Solarenergie) und 2008 den Spotlight School Award der New England League of Middle Schools. Eine private Grundschule ist die  St. Mary of the Annunciation von der gleichnamigen katholischen Kirche.

## Gesundheitsversorgung

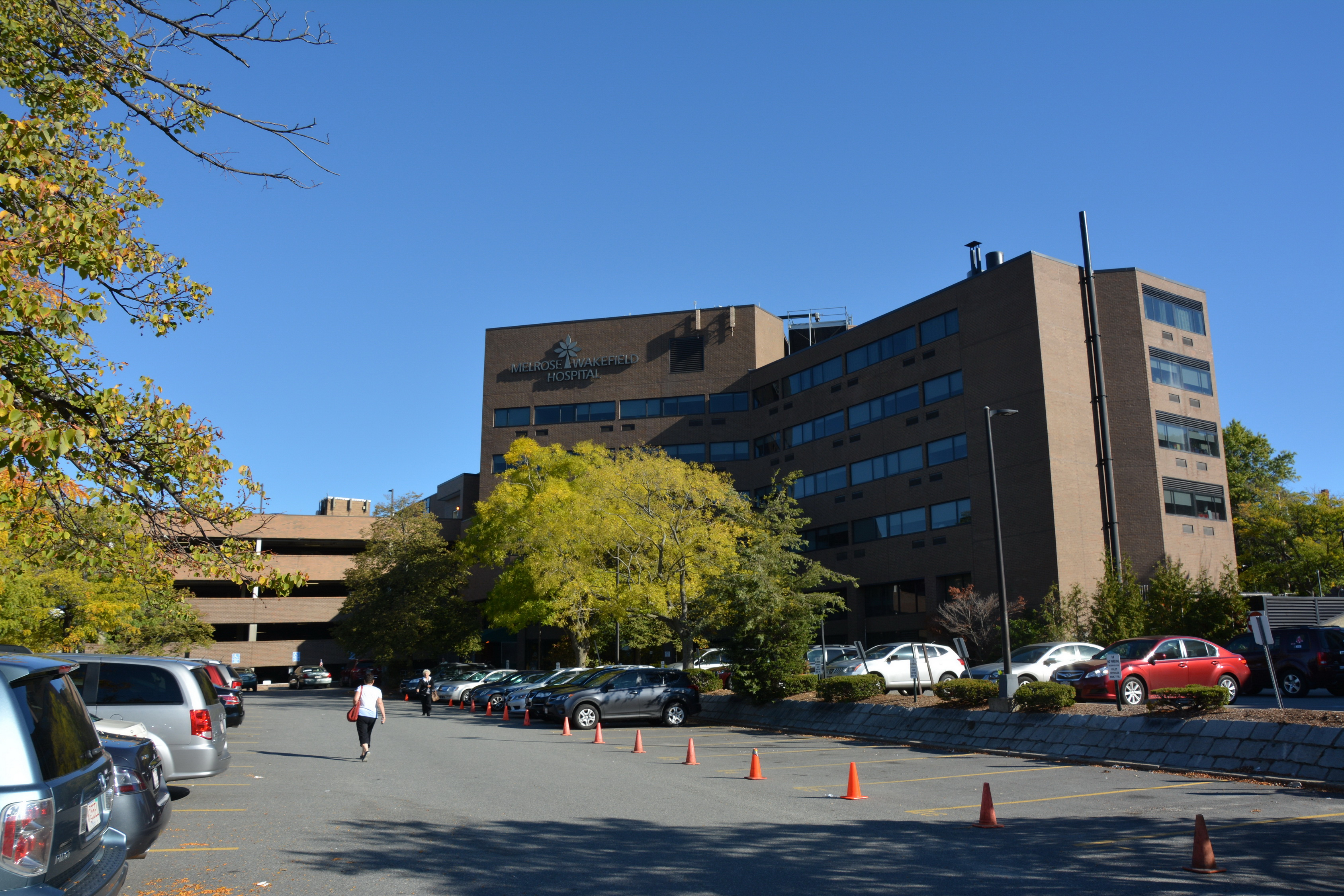
Melrose Wakefield Hospital

In Melrose gibt es diverse Gesundheitseinrichtungen. Vor allem das Melrose-Wakefield Krankenhaus mit seinen 234 Betten ist unter anderem für seine Hörprothesen für Gehörlose (Cochlea-Implantat), die angebotenen Laser-Operationen sowie für OPs am selben Tag bekannt. Zusätzlich zu dem Krankenhaus haben viele Kinderärzte, Zahnärzte, Dermatologen und Spezialisten ihren Standort in Melrose. Außerdem bietet das Milano Senior Center mehrere Programme für die Rentner Melroses an.

## Persönlichkeiten

### Söhne und Töchter der Stadt
- Henry Nathaniel Andrews (1910–2002), Botaniker
- Brooks Atkinson (1894–1984), Theaterkritiker
- William Emerson Barrett (1858–1906), Politiker
- Bob Brooke (* 1960), Eishockeyspieler
- George Bryant (1878–1938), Bogenschütze
- Sara Cone Bryant (1873–1956), Dozentin und Schriftstellerin
- Wallace Bryant (1863–1953), Bogenschütze
- Otto Dowling (1881–1946), Marineoffizier und Militärgouverneur von Amerikanisch-Samoa
- Geraldine Farrar (1882–1967), Opernsängerin und Schauspielerin
- Mary Foster (1865–1960), Biochemikerin und Hochschullehrerin
- Michael Gandolfi (* 1956), Komponist und Musikprofessor
- Jeff Gorton (* 1968), Eishockeyfunktionär
- Mary E. Hutchinson (1906–1970), Künstlerin und Kunstlehrerin
- John Langley (1896–1967), Eishockeyspieler
- Marcia Lewis (1938–2010), Schauspielerin und Sängerin
- Ted Nash (1932–2021), Ruderer
- Krystian Ochman (* 1999), amerikanisch-polnischer Sänger
- Leslie Parrish (* 1935), Schauspielerin und Model
- David Souter (1939–2025), Jurist und Bundesrichter
- Alan D. Taylor (* 1947), Mathematiker
- Keith Tkachuk (* 1972), Eishockeyspieler
- Kristen Vermilyea (* 1969), Schauspielerin
- Robert White (1926–2015), Diplomat
- Charles Forster Willard (1883–1977), Ingenieur, Pilot und Rennfahrer
- Lothrop Worth (1903–2000), Kameramann

### Persönlichkeiten, die vor Ort gewirkt haben
- Mary Livermore (1820–1905), US-amerikanische Suffragette und Sozialreformerin